# Седлов, Анатолий Степанович
Анатолий Степанович Седлов  (род. 1943, скончался 11 марта 2023) — специалист в области тепловых электрических станций и экологии, доктор физико-математических наук, профессор кафедры тепловых электрических станций НИУ «МЭИ», декан теплоэнергетического факультета МЭИ (1992—2000). Член-корреспондент Академии промышленной экологии, лауреат Премии Правительства РФ, заслуженный работник ЕЭС России.

## Биография
Анатолий Степанович Седлов родился 18 апреля 1943 года. В 1966 году окончил Московский энергетический институт и был распределен на кафедру тепловых электрических станций (ТЭС).
На кафедре работал на должностях от инженера до профессора, заведующего кафедрой тепловых электрических станций. Учился в аспирантуре. В 1974 году защитил кандидатскую диссертацию. Получил звание кандидата технических наук. В 1993 году, после защиты докторской диссертации, стал доктором технических наук.
Анатолий Степанович ведет в МЭИ педагогическую деятельность. С 1994 года он занимает должность профессора, с 2002 по 2008 год был заведующим кафедрой тепловых электрических станций МЭИ. В 1992—2000 годах работал деканом теплоэнергетического факультета МЭИ. Под руководством А. С. Седлова в МЭИ были подготовлены десятки специалистов в области теплоэнергетики, 13 кандидатов технических наук.

## Научная деятельность
Область научных интересов: оптимизация схем испарительных установок, разработка методов термической водоподготовки для ТЭС. С участием Анатолия Степановича были проведены работы по учёту влияния испарительных установок на тепловую экономичность ТЭЦ и АЭС, занимался он также вопросами сокращения сброса засоленных вод от химических цехов ТЭС, оптимизацией водопотребления и водоотведения.
В 1997 году, за работы на Саранской ТЭЦ-2 Анатолий Степанович был удостоен Государственной премией Мордовии в области науки и техники. За цикл исследований по разработке и внедрению на ТЭС испарительной техники и технологии переработки сточных вод в 2000 г. А. С. Седлову была присуждена премия Правительства Российской Федерации в области науки и техники.
Анатолий Степанович Седлов имеет 22 патентов и авторских свидетельств на изобретения, является автором около 250 научных и учебных работ.
Кроме научной и педагогической деятельности, Анатолий Степанович Седлов является действительным членом Международной академии промышленной экологии, членом редколлегии журнала «Электрические станции», заместителем председателя диссертационного совета в МЭИ, членом ещё двух диссертационных советов, членом НТС РАО «ЕЭС России» по экологии энергетики.

## Награды
- Орден «Знак Почета».
- Государственная премия Мордовии в области науки и техники (1997).
- премия Правительства Российской Федерации в области науки и техники.

## Труды
- Гидродинамика и теплообмен при кипении водных растворов / А. С. Седлов, Ю. А. Кузма-Кичта. — Москва : Издательский дом МЭИ, 2007. — 164 с. : ил. — Библиография: с.160-164. — ISBN 978-5-383-00111-0.
- Гидродинамика и теплообмен при кипении водных растворов : монография / А. С. Седлов, Ю. А. Кузма-Кичта. — Москва : Издательский дом МЭИ, 2007. 164 с.
- Учебник «Повышение экологической безопасности ТЭС».